# Петринко Василь Андрійович
Васи́ль Андрі́йович Петри́нко — молодший сержант Збройних сил України, розвідник, 3-й окремий полк спеціального призначення.

## З життєпису
Зазнав важкого поранення поблизу російського кордону під Ізвариним 15 липня в боях із терористами. Довго був непритомний через поранення в голову. Спроби військовиків пробитися й вивезти поранених через контрольовану терористами територію закінчилися невдачею. Щоби врятувати Василю життя, його переправили в місто Гуково Ростовської області. У Росії провели операцію — зробили трепанацію черепа, видалено велику гематому й осколок.
З допомогою консула України та Червоного Хреста через тиждень переправлений у Київ, у нейрохірургічне відділення Головного військового клінічного госпіталю. Стан залишається важким, 2 тижні перебував у комі при високій температурі, згодом почав самостійно дихати, ліва частина тіла реагує на дотик; впізнає матір та товарищів по службі, почав говорити окремими словами. 20 серпня переведений з реанімації до загальної палати, попереду довготривала реабілітація.
1 червня 2016 року студент кафедри кібербезпеки та програмного забезпечення ЦНТУ Василь Петринко захистив на відмінно дипломний проект «Розробка системного програмного забезпечення центру розподілу ключів для банківської системи» і здобув кваліфікацію спеціаліста з системного програмування.

## Нагороди
14 серпня 2014 року — за особисту мужність і героїзм, виявлені у захисті державного суверенітету та територіальної цілісності України, вірність військовій присязі під час російсько-української війни, відзначений — нагороджений орденом «За мужність» III ступеня.